# La villana
La villana es una zarzuela en tres actos, divididos en siete cuadros, con música de Amadeo Vives y libreto de Federico Romero y Fernández-Shaw, basado en Peribáñez y el Comendador de Ocaña de Lope de Vega. Se estrenó en el Teatro de la Zarzuela de Madrid, el 1 de octubre de 1927.

## Historia
La villana es una zarzuela muy ambiciosa. Romero y Shaw basaron el libreto en el clásico de Lope de Vega Peribáñez y el Comendador de Ocaña. El proyecto era tan ambicioso y la música de Vives de tal calidad que los libretistas pensaron que la obra sería más adecuadamente una ópera, pero Vives se ciñó a su costumbre de una zarzuela en tres actos, manteniendo diálogo hablado, si bien la parte hablada no llega a los veinte minutos. Se cuenta la anécdota de que los libretistas ofrecieron cobrar sólo la tercera parte de los derechos de autor, pero Vives insistió en que cobrasen a medias, como era habitual en la zarzuela.
Se estrenó el 1 de octubre de 1927, en el Teatro de la Zarzuela de Madrid. Como en el estreno de Doña Francisquita, dirigió la orquesta el maestro Juan Antonio Martínez. La obra tuvo gran éxito entre el público y la crítica. Con el tiempo, sin embargo, desapareció del repertorio, quizá por la propia complejidad de la partitura, con exigencias propias de cantantes de ópera que al mismo tiempo tienen que ser buenos actores que sean capaces de interpretar largos pasajes de diálogo.

## Personajes
| Personaje                                                      | Tesitura | Reparto del estreno, 1 de octubre de 1927 |
| -------------------------------------------------------------- | -------- | ----------------------------------------- |
| Casilda, labradora recién casada con Peribáñez                 | soprano  | Felisa Herrero                            |
| Juana Rosa, mujer de campo al servicio de Peribáñez            | soprano  | Rosa Cadenas                              |
| Peribáñez, labrador                                            | barítono | Pablo Gorgé                               |
| Don Fadrique, comendador de Ocaña                              | tenor    | Mateo Guitart                             |
| David, judío al servicio del Comendador                        | bajo     | Victoriano Redondo del Castillo           |
| El rey don Enrique III de Castilla                             | bajo     | Victoriano Redondo del Castillo           |
| Olmedo, poeta                                                  | tenor    | Antonio Palacios                          |
| Miguel Ángel, cachicán de la Hacienda, marido de Juana Antonia | tenor    | Enrique Gandía                            |

## Argumento
Época: principios del siglo XV
Lugar: Castilla

### Acto I
En el patio de una granja, una tarde de verano.
Miguel Ángel, su esposa Juana Antonia y los granjeros se alegran por las bodas de su amo, Peribáñez (D. y C. “Mi amo Peribáñez presto bajará”. Llega Peribáñez, quien canta una romanza dedicada a la maravillosa uva que se produce en sus tierras: “Tengo un majuelo”. Loas campesinos homenajean a Peribáñez. Entre ellos está el astuto Olmedo, que canta una canción de siega para tenor y coro “Segador: este anochecido vase a desposar”. Aparece una procesión de mujeres que traen a la novia (C. “Ya suenan los campanillos”). Le sigue un alegre dúo entre Casilda y Peribáñez “Jamás soñé la dicha que logré…..¡Miradla! ¡Miradla! Ni en la parva del trigo blanco”. 
Miguel Ángel alaba las cualidades de Peribáñez, mientras que Olmedo flirtea con su esposa. Roque y Blasa, un viejo matrimonio que trabaja en la granja, relatan los felices acontecimientos que están ocurriendo dentro de la iglesia (Introducción coral “Nostrama ya se ha casado. Nostramo ya es su marido”). Salen los recién casados. 
Un desafortunado incidente lleva al Comendador de Ocaña al pueblo. Se ha caído del caballo después de ser golpeado por un toro. Llevan al noble al patio. Peribáñez prepara su casa, dejando al herido en manos de su esposa Casilda. Le sigue un lírico dúo entre Casilda y Don Fadrique “Caballero bien portado”. El noble se sorprende que sea simplemente la esposa de un granjero.
Vuelve Peribáñez y Don Fadrique lo ennoblece, sin sospechar que pueda haber algo detrás de ello (Dúo de Peribáñez y Don Fadrique “Señor, feliz me hiciste en un momento”). Cuando se marchan tanto Don Fadrique como los campesinos, quedan a solas los recién casados, quienes cantan su dúo “Ya estamos en casa…..Ven Casilda conmigo porque quiero que veas”. Se marchan. Se encuentran Olmedo y Don Fadrique, quien manifiesta sin rebozo lo mucho que admira a la esposa del granjero. Olmedo intenta advertirlo, pero Don Fadrique canta una serenata o endecha, “Tus ojos me miraron”, a la bella esposa del granjero.

### Acto II
Escena 1
La cocina de la granja de Peribáñez
Empieza este acto con Preludio, pregones y coro interno. Peribáñez, ennoblecido, será capitán de campesinos reclutados para ir contra los moros de Jerez. Todos felicitan a Peribáñez. Casilda canta una sentida romanza de despedida: “La capa de paño pardo no es prenda de caballero guerrero”. 
Llaman a la puerta, aunque es bastante tarde. Es un viejo comerciante judío de Toledo, David, pidiendo hospitalidad. Trae una bella piedra (R. “Allá en la judería toledana”). Está dispuesto a regalar la joya a Casilda sin pedir, aparentemente, nada a cambio; esto hace nacer las sospechas en Olmedo y en su amigo Chaparro. Le sigue un breve dúo de despedida entre los esposos: “Me guarda la sombra que dejas aquí….Tu propio albedrío será tu guardián”. 
Roque y Blasa sospechan de David, pensando que Don Fadrique está detrás de su extemporánea llegada. Blasa aconseja a Casilda que tranque la puerta. Llega Don Fadrique, disfrazado de granjero, e intenta llegar a la habitación de Casilda, pero se encuentra la puerta cerrada. Casilda se resiste a sus ruegos y amenazas. Olmedo y Chaparro ensalzan la virtud de su ama.
Escena 2
Al día siguiente, en las afueras de una taberna en la carretera entre Toledo y Ocaña.
Miguel Ángel y otros reclutas están bebiendo. Llega David, y los granjeros lo insultan. Aparece Peribález, y habla del lío entre Casilda y el Comendador. Dúo de Peribáñez y David “¡Malvado! ¡Calma, calma tus iras!....Si mi mujer le obedeció, si su deber sacrificó”. Aunque Peribáñez defiende a su esposa, al final queda tan alterado que se va a casa a descubrir la verdad. 
Escena 3
Granero de Peribáñez.
Olmedo ha conseguido eludir el reclutamiento y canta una escena de transición, la Copla “A las fuentes de la Zarza, a beber van las mujeres”. Peribáñez oye a Olmedo a lo lejos, cantando las hazañas amorosas del Comendador en un segundo verso de su Copla: “La mujer de Peribáñez hermosa es a maravilla”. Casilda sale y saluda a su marido, relatándole los acontecimientos de la noche. Esto reafirma a Peribáñez y renuevan su amor en el dúo  “Ah! Sosiégate, corazón…Yo volveré para quererte con más fe….Dulce amor vuelve a mi….Escúchame esposo, nací labradora y villana….Creo en ti dulce bien”. 
Se marchan los reclutas, saludados por sus paisanas y alabados por Don Fadrique. El Comendador nombra formalmente caballero a Peribáñez. Éste pone a su esposa bajo la protección de Don Fadrique durante su ausencia, una forma de recordarle sutilmente el honor del noble. Se produce un concertante “Señor, pediros querría…Honrado Peribáñez: agora vas a ser….Yo dejo por vos mi casa y mi mujer….A la guerra ballesteros por Castilla y por el Rey”; expresa la decisión de don Fadrique de volver en cuanto pueda, mientras que Casilda teme por su esposo.

### Acto III
Escena 1
El patio de la granja por la noche.
Juana Antonia rechaza de nuevo a Olmedo. Éste decide unirse a sus compañeros en su lucha contra los moros. Introducción y coro interno “Ram ram rataplan plam plam”. Casilda teme por su esposo, rezando a la Virgen en la romanza “¡Se fue! ¡Se fue! El alma mía va con él….Quisiera que en mi pecho….Virgen santa bendita”.
Casilda se despierta y ve a don Fadrique, que de nuevo quiere seducirla. Ella se resiste, marcha dentro y se encierra en su habitación (dúo “¡Casilda! ¡Señor!....Si llenárais mis campos….”). Don Fadrique está dispuesto a recurrir a la fuerza, si es necesario. Salta por la ventana (romanza: “Oh villana orgullosa”). 
Peribáñez regresa  (“¡De nuevo mis pasos me vuelven aquí!”) y descubre la capa del Comendador afuera de la ventana. Oye a Casilda, que grita pidiendo ayuda. Entonces Peribáñez desenvaina la espada y sigue al noble a la casa. 
Escena 2
La plaza en la parte exterior de la catedral de Toledo
Hay un intermedio en el que se presentan a damas y caballeros entrando a la catedral con el rey. El pueblo los admira (Preludio y coro con la jota castellana: "Vengo de despedida".) Se oye la noticia de que el comendador de Ocaña ha sido asesinado. El rey ofrece mil escudos por la captura del asesino. Olmedo y los demás temen por Peribáñez. Cuando el rey sale de la catedral, Peribáñez ofrece la espada al tiempo que confiesa el crimen. Canta la romanza del perdón “Señor, aunque villano tengo sangre cristiana”, en el que defiende lo que hizo, en nombre de la ley y de la moral. Casilda se une a los ruegos por el perdón. El rey acaba perdonando a Peribáñez (final “¡Villano: te perdono! ¡Viva el Rey!”).